# Dramadreieck
Das Dramadreieck beschreibt ein grundlegendes, in vielen Märchen und Heldensagen lange tradiertes Beziehungsmuster zwischen mindestens zwei Personen, die darin die drei Rollen des Opfers, des Täters oder Verfolgers und des Retters einnehmen. Im Modell des Dramadreiecks wird beschrieben, wie diese Rollen zusammenhängen und wie sie oft reihum gewechselt werden.

Das Dramadreieck Opfer – Verfolger/Täter – Retter (Helfer)

## Geschichte des Modells
Das Dramadreieck ist ein psychologisches und soziales Modell aus der Transaktionsanalyse, das zuerst von Stephen Karpman beschrieben wurde. Menschliche Verhaltensmuster, die nachvollziehbaren, aufgedeckten Regeln folgen und für Betroffene sehr ernst sein können, werden in der Transaktionsanalyse „Spiel“ genannt.

## Verfolger, Opfer und Retter
Das „Dramadreieck“ beschreibt ein Beziehungsmuster zwischen mindestens zwei Personen, die darin die drei Rollen einnehmen:
- Opfer
- Täter oder Verfolger
- Retter

Zwischen den Spielern gelten „Regeln“ der Rollenerwartung, die vom Rollenträger durch die Wahl einer Rolle unwillkürlich befolgt werden. Dabei übernehmen die Beteiligten diese Rollen aus der inneren Notwendigkeit des Musters heraus, sie „spielen“ diese Rollen (sie „sind“ nicht die Rollen).
Die Muster des Dramadreieckes paaren sich oder konkurrieren gleichzeitig mit persönlichen Mustern der Beteiligten. Die Muster können teilweise (zumindest in gewissem Maße) auch gezielt manipulativ „eingesetzt“ werden (zum Beispiel in der Politik, der Werbung und in Familienfehden).

## Rollenwechsel im Dreieck
Im Dramadreieck gibt es keinen festen Anfang oder Einstieg und auch kein feststehendes Ende. Ebenso schnell können sich die eingenommenen Positionen wieder verändern. Im Laufe dieses Musters kann es zu plötzlichen Rollenwechseln kommen:
Wenn beispielsweise zwei Menschen sich prügeln und einer unterliegt, also „Opfer“ ist, dann kann der andere als „Täter“ betrachtet werden. Ein Nachbar kann als „Retter“ dem vermeintlichen Opfer zu Hilfe kommen und sich gegen den Täter wenden. Wenn sich beispielsweise das „Opfer“ mit dem ursprünglichen „Täter“ (wieder) solidarisiert und behauptet, das sei alles nur „Spaß“ gewesen und der Nachbar hätte sich unerwünscht eingemischt und sei sogar schuldig an der Eskalation, kann der „Retter“ nun zum „Täter“ werden und der ursprüngliche „Täter“ zum „Opfer“.
Die Positionen werden dadurch getauscht: Das ehemalige Opfer wird jetzt zusammen mit dem ehemaligen Täter zum „Täter“ gegen den Nachbarn, der sich nun in der Opferrolle wiederfindet. Meist wird er das nicht auf sich sitzen lassen wollen und seinerseits zum „Täter“ werden – und sei es, dass er zu Hause den Hund anbrüllt.

## Die Beteiligten
Meistens sind die drei Rollen auf drei Personen verteilt. Aber auch zwei Personen können die drei Rollen abwechselnd untereinander verteilen. Das Dramadreieck lässt sich auch alleine spielen. Dann übernehmen einzelne Persönlichkeitsaspekte in einem inneren Dialog die drei Rollen.

## Bedeutung des Dramadreiecks
Das Dramadreieck beschreibt ein Grundmuster menschlicher Aktion/Reaktion und die damit verknüpften Verhaltensweisen. Es dient der Regulierung von Nähe und Distanz. Das gilt im Großen (Krieg und Frieden) wie im Kleinen (Kinderspiel und Alltagsbeziehung). Als Retter und Opfer ist man sich oft nah, vom Täter hält man sich fern, und ist ihm in anderer Weise gleichzeitig sehr nah.
Für dieses Muster gibt es auch analytische, suchttheoretische, verhaltenstheoretische, systemische und entwicklungspsychologische Erklärungsansätze. Allen Ansätzen ist zu entnehmen, dass es sich bei dem Dramadreieck um ein unreifes, oft dysfunktionales Beziehungsmuster mit weitreichenden Folgen handelt. Verwicklungen aufgrund dieser unbewussten Strategien können sich über Generationen erstrecken. Es gibt historische und aktuelle Beispiele für die bis heute dauernde Wirkung solcher Dramen.

## Auswirkungen
Besonders dramatische Auswirkungen finden sich bei einer Realisierung der Rollen des Dramadreiecks in gerichtlichen oder politischen Situationen mit Verurteilung oder Todesfolge. Auch in Situationen des Missbrauchs (Machtmissbrauch, Sexueller Missbrauch) und deren Aufarbeitung hat das Dramadreieck oftmals eine eigenständige Funktion.
Ebenso gibt es in der globalen Politik dramatische Beispiele, z. B. die Stellvertreterkriege im Kalten Krieg zwischen Ost und West oder die Auseinandersetzungen im Nahen Osten: Hier wechselten die Sowjetunion und die USA im Verhältnis zu den arabischen Völkern jahrzehntelang die Rollen von Täter, Opfer und Retter.

## Positives Verhalten
Das Bewusstsein für diese Verhaltensmuster ist ein wichtiger Beitrag zur positiven Verhaltensveränderung im Sinne des Ausstiegs aus diesem automatisch ablaufenden Kreislauf.
Nach der Theorie kann ein beginnendes Dramadreieck nur durch das entgegengesetzte Verhalten gestoppt werden:
Das Opfer soll lernen mit Täterenergie gegen den Täter vorzugehen und z. B. entsprechend laut und vernehmlich „Stopp“ zu sagen.
Der Täter wird somit quasi zum „Opfer“.
Bei einer kritischen Betrachtung kann auch das Verhalten eines Helfers „zu viel“ sein, wenn dem Opfer mehr Unterstützung gegeben wird, als es wirklich braucht, oder sich Helfer manchmal geradezu aufdrängen (Helfersyndrom). Gemäß der Dramadreieck-Theorie sollte das vermeintliche Opfer dem Helfer dessen eigene Helfer-„Energie“ spiegeln, z. B. durch die Gegenfrage: „Und wie geht es denn überhaupt Dir (als Helfer) persönlich?“
Ein wirksamer Helfer, im Sinne eines reifen und partnerschaftlichen Verhaltens, wird dem Opfer „nur“ zur Selbsthilfe verhelfen. Falls notwendig wird er das Opfer auch aus der „Schusslinie“ nehmen, aber ihm immer nur soweit Hilfe geben, bis die Person sich wieder selbst helfen kann.
Zu einer erfolgreichen Bewältigung einer realen Täter-Opfer-Erfahrung gehört, dass der Täter seine Tat bereut und sühnt, das Opfer dem Täter verzeiht und sowohl Täter als auch Opfer dem Retter danken. Erst dadurch befreien sich alle Beteiligten wirksam aus ihren Rollen. Siehe auch: Psychotraumatologie.

## Dramadreieck als Übung
Die drei Rollen können auch bewusst als Übung zur Selbsterfahrung gespielt werden, um beispielsweise mehr über gegenseitige Abhängigkeiten und das eigene Verhalten in solchen Rollen und Mustern zu lernen. Aus dem Verfahren Psychodrama können Techniken wie Doppeln, Rollenwechsel oder Spiegeln verwendet werden. Teilnehmer können im Konfliktmanagement Rückschlüsse über vergangenes Verhalten in Konfliktsituationen ziehen und gegebenenfalls neue Handlungsoptionen erarbeiten.
So können auch Menschen mit einer verfestigten Opferhaltung erkennen, welche Anteile ihres Verhaltens in der Vergangenheit dazu geführt haben, dass sie in der Opferposition verbleiben, und was sie tun können, um zu verhindern, erneut Opfer (oder Täter oder „hilflose Helfer“) zu werden.
Gleichzeitig können professionelle Helfer ihr eigenes Helfersyndrom reflektieren. In der Ausbildung von Pädagogen oder Therapeuten und in der Supervision kann das gespielte Dramadreieck in der konkreten Fallarbeit eingesetzt werden, um offenzulegen, an welchen Stellen Helfer ihre Klienten unmündig halten oder Gefahr laufen, in entsprechende Täter-Opfer-Helfer-Strukturen eingebunden zu werden.